# 猶太自治州州旗

俄羅斯猶太自治州州旗

猶太自治州州旗是猶太自治州的旗幟，位於俄羅斯的遠東聯邦管區。

## 歷史
於 1996年採用彩虹旗的旗幟設計。

## 設計與含義
由白色背景與彩虹所組成的州旗，包括七彩色帶：紅、橙、黃、綠、藍、靛、紫。州旗的高寬比為 2比 3。
七彩色帶位於垂直置中，七彩色帶以等高的白色色帶作為間隔；每一個七彩色帶的高度等於州旗高度的四十分之一，每一個白色間隔色帶的高度等於州旗高度的一百二十分之一。
七彩色帶象徵著猶太教燈臺上的七個燈臺。猶太自治州的網站說明七彩色帶象徵的意義，位於水平軸線上的七彩色帶象徵著一條彩虹（the horizontal axis is located a color strip symbolizing a rainbow）。